# Barreiros (parroquia)
Barreiros (llamada oficialmente San Cosme de Barreiros) es una parroquia española del municipio de Barreiros, en la provincia de Lugo, Galicia.

## Organización territorial
La parroquia está formada por dieciocho entidades de población, constando doce en el nomenclátor del Instituto Nacional de Estadística español:
- Anea (A Anea)
- A Anguieira
- Áspera (A Áspera)
- A Cruz do Lobo
- Cruz Pequena (A Cruz Pequena)
- Espiñeira (A Espiñeira)
- Altar
- Eiras (As Eiras)
- Merille
- O Pozo Mouro
- O Rego do Lopo
- Os Feás de Moreda
- Pallares
- Remior
- San Bartolo
- San Cosme
- Viladaíde
- Vilar

## Demografía
| Gráfica de evolución demográfica de Barreiros entre 2000 y 2019 |
|                                                                 |
| Datos según el nomenclátor publicado por el INE.                |